# Viola pedatifida
Viola pedatifida är en violväxtart som beskrevs av George Don jr. Viola pedatifida ingår i släktet violer, och familjen violväxter. Inga underarter finns listade i Catalogue of Life.

## Bildgalleri

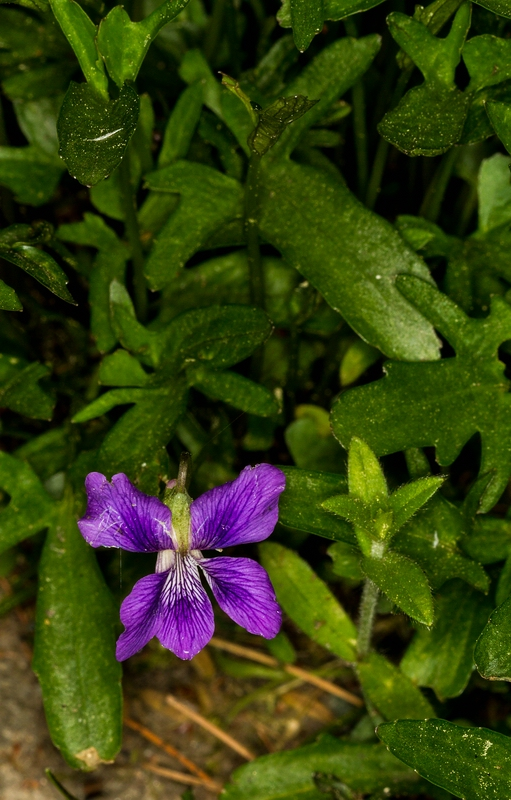
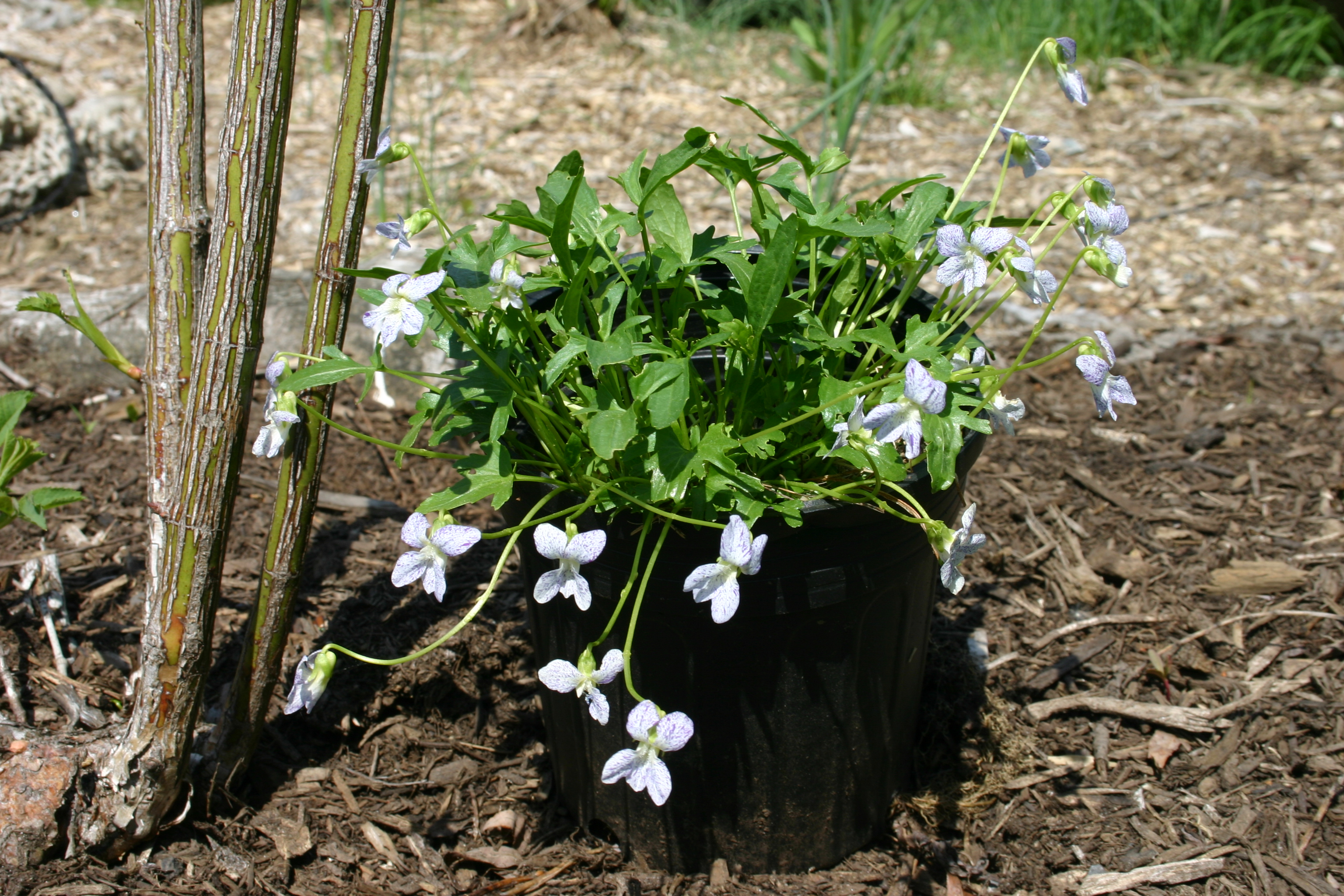